# アモール・セム・イグアル
『アモール・セム・イグアル』（ポルトガル語: Amor sem Igual）は、ブラジルのテレビドラマ。レコールTVで2019年12月10日に初公開された。

## 登場人物
アンジェリカ・シルバ・ヴィアナ / ポデローザ
演：ダイナ・メスキータ
ミゲル・ゴンサルベス・アギアル
演：ラファエル・サルダン